# Пор (Вірменія)
Пор (вірм. Փոռ) — село в марзі Вайоц-Дзор, на півдні Вірменії. Село розташоване за 8 км на південь від міста Вайк та за 25 км на південний схід від міста Єхегнадзор.